# Sportfreunde Neukieritzsch
Der eingetragene Verein Sportfreunde Neukieritzsch 1921 ist ein Sportverein im nordwestlichen Sachsen.

## Entstehungsgeschichte

Historisches Logo der ISG Lippendorf

Schon in den 1920er Jahren bestanden in der kleinen südlich von Leipzig gelegenen Siedlung Bahnhof Kieritzsch mit dem Arbeiterturnverein, der Deutschen Turnerschaft Vater Jahn und der Sportvereinigung Bahnhof Kieritzsch drei Sportvereine. Sportvereinigung und Turnerschaft schlossen sich 1923 zum Verein Sportfreunde Bahnhof Kieritzsch zusammen, in dem hauptsächlich Fußball gespielt wurde.
Die Vereine fielen nach dem Zweiten Weltkrieg dem Vereinsverbot der Besatzungsmächte zum Opfer, an ihrer Stelle konnten die Sportler in der inzwischen gebildeten Gemeinde Neukieritzsch eine Sportgruppe gründen, deren Fußballer auch wieder am regelmäßigen Sportbetrieb teilnehmen konnten. Ab 1949 bestand die Möglichkeit, Betriebssportgemeinschaften (BSG) zu gründen, deren Trägerbetriebe die finanzielle Unterstützung übernahmen. Daraufhin wurde in Neukieritzsch die BSG Elektro-MAS ins Leben gerufen. Als kurz darauf das Ferrolegierungswerk im nahe gelegenen Lippendorf die Trägerschaft übernahm, wurde die BSG am 22. August 1950 in Stahl Lippendorf umbenannt. Als 1969 in Lippendorf ein neues Kraftwerk den Betrieb aufnahm und ebenfalls die Trägerschaft für die BSG übernahm, kam es am 27. Juni 1969 erneut zu einer Namensänderung in Industriesportgemeinschaft (ISG) Lippendorf.
Als sich 1990 erneut die politischen und wirtschaftlichen Verhältnisse änderten, endete die bisherige Trägerschaft für die Betriebssportgemeinschaft. Da nun nach bundesdeutschem Recht in Ostdeutschland wieder selbständige Vereine gegründet werden konnten, wandelte sich die ISG am 12. Dezember 1991 in einen eingetragenen Verein um, der in Rückbesinnung auf alte Zeiten den Namen Sportfreunde Neukieritzsch 1921 annahm. Er bot in der Folge ein breit gefächertes Sportspektrum an, zu denen neben dem traditionellen Fußball u. a. auch Leichtathletik, Volleyball, Tennis, Judo sowie Schach und Kegeln gehören. Mit den beiden letztgenannten Sportarten konnte der Verein auch überregional in Erscheinung treten.

## Fußball
Seit den 1920er Jahren spielte der Fußball in Kieritzsch-Neukieritzsch eine hervorgehobene Rolle, wenn auch der Spielbetrieb zunächst nur in den unteren Ligen stattfand. Zur Spielzeit 1937/38 gelang der Aufstieg in die zweitklassige Fußball-Bezirksklasse Leipzig, in der der Verein drei Jahre spielte. Nach dem Zweiten Weltkrieg erfolgte die Gründung der BSG Stahl, die sich bereits 1952 und 1953 mit dem Titel des Kreispokalsiegers und in den Jahren 1954 und 1955 mit dem des Bezirkspokalsiegers schmücken. Mit der Saison 1961/62 verfügte die Mannschaft über einen Kader, der in der Folge für die besten Fußballzeiten in Neukieritzsch sorgte. Zunächst schloss man die Spielzeit als Vizemeister der Bezirksliga Leipzig ab und gewann danach die Aufstiegsrunde zur drittklassigen II. DDR-Liga. Die anschließende Spielzeit wurde zum Durchmarsch, und mit dem 1. Platz in der Ligastaffel 3 qualifizierte sich Stahl Lippendorf für die zweitklassige I. DDR-Liga. In der Saison 1963/64 wurden der Mannschaft dann allerdings ihre Grenzen aufgezeigt, und es reichte am Ende nur für den vorletzten Platz, der den Wiederabstieg in die Drittklassigkeit bedeutete. Da inzwischen die II. DDR-Liga abgeschafft worden war, musste Stahl nun in der wenig attraktiven Bezirksliga antreten. Konnte man in den beiden ersten Jahren jeweils mit Platz 5 relativ gut abschneiden, begann mit der Saison 1966/67 ein weiterer Niedergang. Reichte Platz 12 noch zum Klassenerhalt, musste ein Jahr später mit dem 15. und vorletzten Platz der Abstieg in die Bezirksklasse hingenommen werden. Dort konnte das Niveau der Mannschaft so weit wieder angehoben werden, dass der sofortige Wiederaufstieg gelang und bis 1974, nun als ISG Lippendorf, ein Platz in der Bezirksliga gehalten werden konnte. Danach erreichte die Mannschaft bis zum Ende des DDR-Sports die Bezirksliga nicht mehr. Auch im DFB-Spielbetrieb, der ab 1991 in Ostdeutschland eingeführt wurde, kamen die Neukieritzscher Fußballspieler nicht aus der Niederungen der Unterklassigkeit heraus. Erst im Jahr 2004 gelang den Sportfreunden Neukieritzsch der Aufstieg in die Bezirksklasse Leipzig (7. Liga). In der Saison 2016/17 spielte der Verein in die Kreisliga A West. Jedoch wurde die Männerabteilung am Saisonende aufgelöst.

## Personen
Mit der Fußballmannschaft von Stahl Lippendorf stehen auch prominente Namen im Zusammenhang:
- Rudolf Krause arbeitete 1960 bis 1962 als Trainer bei Stahl Lippendorf
- Konrad Schaller wechselte 1963 von der BSG Stahl zum SC Leipzig.
- Wolfgang Jahn, Spieler
- Rainer Baumann, Spieler in der Saison 1963/64